# Wu Liangyong
Wu Liangyong (Nanking, 7 mei 1922) is een Chinees stedenbouwkundige en hoogleraar architectuur.

## Studie en hoogleraarschap
Wu behaalde zijn bachelorgraad in Architectuur in 1944 aan de Nationale Centrale Universiteit in Chongqing. Zijn master behaalde hij aan de Amerikaanse Guangxi Kunstacademie. Samen met professor Liang Sicheng richtte hij na 1946 op de Tsinghua Universiteit de faculteit van Architectuur op en richtte hij zich op de studie in Stedenbouwkunde, Architectuur en Design. Bij elkaar gaf hij meer dan vijftig jaar les aan de Tsinghua Universiteit.

## Loopbaan
Hij vervulde verschillende bestuurlijke functies, waaronder het vicevoorzitterschap van de Union Internationale des Architectes en van het Architectuursgenootschap van China. Verder was hij voorzitter van de World Society for the Science of Human Settlements en van het Stadsplanningsgenootschap van China.
In de aanloop naar de Olympische Zomerspelen 2008 in Peking had hij de leiding over een team die de bouw van gebouwen voor de Spelen bestudeerde. Een van de belangrijkste projecten die meermaals bekroond werd, was de architectonische planning van de hutong van Peking. Verder ontwierp hij de nieuwe bibliotheek van Peking, de uitbreiding van het Plein van de Hemelse Vrede, de herontwikkeling van Guilin en de Centrale Kunst- en Designacademie van het Confucius Onderzoeksinstituut.

## Onderscheidingen
Wu won als eerste de Prijs voor Wetenschappelijke en Technologische Vooruitgang van de Staatsonderwijscommissie. In 1993 won hij de World Habitat Award van de Verenigde Naties voor zijn bijdrage aan het woningbouwproject Ju'er Hutong in Peking. In 1995 won hij de He-Liang-He-Li-prijs en in 1996 de Architectonische Educatieprijs van de Union Internationale des Architectes.
Wu werd in 2002 onderscheiden met een Prins Claus Prijs. De jury van het Prins Claus Fonds erkende zijn werk, omdat hij "de aandacht voor regionale en lokale architectuur bevordert, onder andere door zijn actieve bijdrage aan een 10-delige encyclopedie van regionale architecturen van de wereld. Hij biedt bescherming aan tradities van levensbelang waar oude stedenbouwkundige en architectonische patronen ten prooi vallen aan explosieve bevolkingsgroei en economische belangen."